# Komandor (przedsiębiorstwo)
Komandor – polska firma produkcyjno-usługowa z branży meblarskiej o międzynarodowym zasięgu z siedzibą w Radomiu. 
Przedsiębiorstwo powstało w roku 1992 i jako pierwsze w Polsce wprowadziło do sprzedaży drzwi przesuwne do szaf tworząc ogólnopolską sieć sprzedaży. Dlatego też nazwa Komandor stała się dla wielu synonimem szafy z drzwiami przesuwnymi. W chwili obecnej produkty marki Komandor dostępne są w 42 krajach na świecie. Firma jest znana z produkcji oryginalnych systemów drzwi przesuwnych.